# Lupinus reflexus
Lupinus reflexus är en ärtväxtart som beskrevs av Joseph Nelson Rose. Lupinus reflexus ingår i släktet lupiner, och familjen ärtväxter. Inga underarter finns listade i Catalogue of Life.